# 上丞
上丞(鹿豹座BK)也称紫微右垣七，又名BD+65 340，HD 20336、SAO 12704、HR 985，是鹿豹座的一颗恒星，视星等为4.84，位于銀經137.46，銀緯7.06，其B1900.0坐标为赤經3h 11m 11.1s，赤緯+65° 7.06′ 12″。